# Томас, Джей
Джей Томас (англ. Jay Thomas; 12 июля 1948, Кермит, Техас — 24 августа 2017[…], Санта-Барбара, Калифорния) — американский актёр-комик и радиоведущий.

## Биография
Джон Томас Террелл (настоящее имя актёра) родился 12 июля 1948 года в городке Кермит, штат Техас, в семье Томаса Гарри Террелла-старшего, нефтяника, и Катерины Террелл (в девичестве — Гуззино), танцовщицы-итальянки. Вскоре после рождения переехал с семьёй в Новый Орлеан. Учился в англ. Mid-America Christian University, Теннессийском университете, Университете Вандербильта и Джексонвиллском университете.
Впервые на телевидении появился в 1979 году в сериале «Морк и Минди», где на протяжении двух лет (20 эпизодов) исполнял второстепенную роль Ремо да Винчи. На широком экране дебютировал в 1984 году в фильме «Каннибалы-гуманоиды из подземелий» эпизодической ролью полицейского. За время своей карьеры (1981—2015) Джей Томас исполнил роли в 93 фильмах и сериалах, один раз выступил как сценарист (к/м фильм Talker) и один раз как продюсер (телефильм The Bachelor's Baby).
В декабре 1986 года женился на Салли Михельсон, у пары двое сыновей: Сэм (род. 1991) и Джейк (род. 1993).
С 2005 года Джей Томас вёл шоу своего имени на радио Sirius Satellite. В 2008 году Джей Томас обрёл 28-летнего сына от своей внебрачной связи. Джон Хардинг ушёл из дома своих приёмных родителей в Детройте в 17 лет и всё это время пытался разыскать своего биологического отца.
Джей Томас скончался от рака 24 августа 2017 года в городе Санта-Барбара (Калифорния).

## Награды и номинации
- 1989 — звезда на Голливудской Аллее Славы «за вклад в развитие индустрии радио» (Голливудский бульвар, 6161)
- 1990 — Прайм-тайм премия «Эмми» в категории «Лучший приглашённый актёр в комедийном сериале» за роль в сериале «Мерфи Браун» — победа.
- 1991 — Прайм-тайм премия «Эмми» в категории «Лучший приглашённый актёр в комедийном сериале» за роль в сериале «Мёрфи Браун» — победа.
- 1992 — Прайм-тайм премия «Эмми» в категории «Лучший актёр второго плана в комедийном сериале» за роль в сериале «Мёрфи Браун» — номинация.

## Избранная фильмография

### Широкий экран
- 1984 — Каннибалы-гуманоиды из подземелий / C.H.U.D. — полицейский в кафе
- 1986 — Орлы юриспруденции / Legal Eagles — официант в ресторане
- 1992 — Разговор начистоту / Straight Talk — Цим Циммерман
- 1995 — Опус мистера Холланда / Mr. Holland’s Opus — Билл Мейстер
- 1997 — Улыбка, как у тебя[англ.] / A Smile Like Yours — Стив Гаррис
- 1999 — Большая стрижка[англ.] / The Big Tease — Тони Болеро (в титрах не указан)
- 2002 — Стрекоза / Dragonfly — Хэл
- 2002 — Санта-Клаус 2 / The Santa Clause 2 — Пасхальный заяц
- 2006 — Санта-Клаус 3 / The Santa Clause 3: The Escape Clause — Пасхальный заяц
- 2009 — Временно беременна / Labor Pains — Гарт

### Телевидение
- 1979—1981 — Морк и Минди / Mork & Mindy — Ремо да Винчи (в 20 эпизодах)
- 1987—1989 — Весёлая компания / Cheers — Эдди ле Бек (в 9 эпизодах)
- 1989—1992, 1996, 1998 — Мерфи Браун / Murphy Brown — Джерри Голд (в 9 эпизодах)
- 1990 — Жёсткая посадка[англ.] / Miracle Landing — Эд Мейер, старший наблюдатель аэродромной башни Мауи
- 1990—1991 — Женатые люди[англ.] / Married People — Расселл Мейерс (в 18 эпизодах)
- 1992—1995 — Любовь и война[англ.] / Love & War — Джек Штейн (в 67 эпизодах)
- 1997 — Проучить мистера Гриффина[англ.] / Killing Mr. Griffin — Джон Гриффин, учитель английского языка
- 1998 — Моё свидание с дочерью президента[англ.] / My Date with the President’s Daughter — Чарльз Флетчер

### Озвучивание мультфильмов
- 1998—1999 — Геркулес / Hercules — Арес (в 6 эпизодах)
- 1999 — Геркулес: Как стать героем / Hercules: Zero to Hero — Арес
- 2004 — Любимец учителя[англ.] / Teacher’s Pet — Бэрри Энджер
- 2007, 2010 — Американский папаша! / American Dad! — Бретт Моррис (в 2 эпизодах)